# Татмыш-Югелево
Та́тмыш-Юге́лево (чув. Татмӑш) — деревня в Батыревском районе Чувашской Республики. Входит в состав Новоахпердинского сельского поселения.

## География
Находится в юго-восточной части Чувашии на расстоянии приблизительно 5 км на север по прямой от районного центра села Батырево.

## История
Основана в XVII веке переселенцами из деревни Татмыши, существовавшей на территории Канашского района. В 1723 году учтено 27 дворов, в 1795 — 31 двор, 227 жителей, в 1869—322 жителя, в 1897 — 80 дворов, 458 жителей, в 1926—146 дворов, 731 житель, в 1939—830 жителей, в 1979—889. В 2002 году 196 дворов, в 2010—181 домохозяйство. В годы коллективизации образован колхоз «Восток», в 2010 году работало ООО «Агрофирма „Югель“».

## Население
Население составляло 614 человек (чуваши 99 %) в 2002 году, 551 в 2010.